# Todd Kohlhepp
 (août 2017).
Todd Christopher Kohlhepp (né le 7 mars 1971 en Floride, États-Unis) est un tueur en série américain accusé de 7 meurtres.

## Biographie
Il est né le 7 mars 1971 en Floride et a grandi en Caroline du Sud et en Géorgie. Ses parents ont divorcé lorsqu'il avait deux ans. Sa mère s'est remariée avec un autre homme l'année suivante. Des rapports psychologiques ultérieurs ont révélé que Kohlhepp avait une relation malsaine avec son beau-père et voulait souvent vivre avec son père biologique, qu'il n'avait pas vu depuis huit ans.
À l'école maternelle, il est connu pour être agressif envers les autres enfants. À l'âge de neuf ans, il est qualifié d'explosif. Il a également montré de la cruauté envers des animaux, tirant un chien avec un pistolet et tuant un poisson rouge avec du Clorox. Son père a ensuite déclaré que la seule émotion dont son fils était capable était la colère. Il a passé trois mois et demi dans un hôpital psychiatrique de Géorgie en tant que patient hospitalisé en raison de son incapacité à s'entendre avec d'autres enfants,.
Le 25 novembre 1986, il enlève une fille de quatorze ans à Tempe (Arizona). Il l'a menacée d'un revolver de calibre 22, l'a ramenée chez lui, l'a attachée, a scotché sa bouche et l'a violée. Par la suite, il a menacé de tuer ses frères et ses sœurs plus jeunes si elle racontait à quelqu'un ce qui s'était passé. Il était âgé de quinze ans au moment du crime, il est accusé d'enlèvement, d'agression sexuelle et de crime commis contre enfants. En 1987, il a plaidé coupable à l'accusation d'enlèvement. Il est condamné à quinze ans de prison et enregistré comme délinquant sexuel. Il est diagnostiqué avec un trouble de la personnalité et avec un QI de 118.
En août 2001, il est libéré de prison après quatorze ans. Il s'installe en Caroline du Sud où sa mère vivait. Au cours de son emprisonnement, il a obtenu une licence en informatique. De janvier 2002 à novembre 2003, il travaille comme graphiste pour une entreprise à Spartanburg. Il a commencé à étudier au lycée technique de Greenville en 2003. Il a étudié à l'Université de Caroline du Sud et obtient une licence en sciences en gestion des affaires commerciales.
Quoique enregistré en tant que délinquant sexuel, il a pu obtenir une licence comme agent immobilier le 30 juin 2006. Il a créé une entreprise avec douze agents. Il a également obtenu une licence de pilote privé. En mai 2014, il achète près de 40 hectares de terrain situé dans le Comté de Moore (Caroline du Nord) pour 305 632 $. Il a installé une clôture pour 80 000 $ autour de la propriété.
Le 6 novembre 2003, un client a trouvé quatre personnes mortes à l'intérieur de Superbike Motorsports, un magasin de moto à Chesnee (Caroline du sud). Les victimes sont le propriétaire Scott Ponder, 30 ans ; le chef de service Brian Lucas, 30 ans ; le mécanicien Chris Sherbert, 26 ans ; et la comptable Beverly Guy, 52 ans. Les quatre sont morts par blessures par balle. L'assassin est entré dans la boutique, il a tué Sherbert alors qu'il travaillait, il a ensuite tué Guy au milieu de la salle d'exposition et Lucas devant la porte principale et Ponder dans le parking.
Le 31 août 2016, Kala Brown, 30 ans, et son petit ami Charles David Carver, âgé de 32 ans, disparaissent après avoir fait le ménage dans la résidence de Kohlhepp. Carver est retrouvé mort de plusieurs coups de feu sur la propriété de Kohlhepp. L'intérêt pour la disparition de Brown et Carver a augmenté à la suite des messages affichés sur le compte Facebook de Carver après leur disparition, de nature inhabituelle. Le 3 novembre, Brown est trouvée par les autorités, enchaînée au mur à l'intérieur d'un conteneur de stockage métallique sur la propriété. Les enquêteurs l'ont suivi après avoir tracé les derniers signaux de téléphones portables du couple. Selon Brown, elle a été témoin de la fusillade de Carver. Pendant sa captivité, Brown était nourrie une fois par jour.
Deux corps sont découverts sur la propriété de Kohlhepp à la suite de son arrestation, Johnny Joe Coxie, 29 ans, et Meagan Leigh McCraw-Coxie, 26 ans, résidents de Spartanburg et disparus le 22 décembre 2015. Ils devaient travailler sur sa propriété. McCraw-Coxie est tuée par une balle à la tête le 25 décembre et Coxie avait été tué une semaine plus tôt par une balle dans le torse.

## Victimes
| Name                      | Sexe | Âge | Date des meurtres/disparition        |
| ------------------------- | ---- | --- | ------------------------------------ |
| Scott Ponder              | M    | 30  | 6 novembre 2003                      |
| Brian Lucas               | M    | 30  | 6 novembre 2003                      |
| Chris Sherbert            | M    | 26  | 6 novembre 2003                      |
| Beverly Guy               | F    | 52  | 6 novembre 2003                      |
| Johnny Joe Coxie          | M    | 29  | 19 décembre 2015                     |
| Meagan Leigh McCraw-Coxie | F    | 26  | 25 décembre 2015 ou 26 décembre 2015 |
| Kala Brown (survivante)   | F    | 30  | 31 août 2016                         |
| Charles David Carver      | M    | 32  | 31 août 2016                         |